# Sympistis seth
Sympistis seth là một loài bướm đêm thuộc họ Noctuidae. Nó được tìm thấy ở Oregon.
Sải cánh dài khoảng 30 mm.